# Дијанковец
Дијанковец је насељено место у саставу града Крижеваца у Копривничко-крижевачкој жупанији, Република Хрватска.

## Историја
До територијалне реорганизације у Хрватској налазио се у саставу бивше велике општине Крижевци.

## Становништво
На попису становништва 2011. године, Дијанковец је имао 188 становника.

## Попис1991.
На попису становништва 1991. године, насељено место Дијанковец је имало 222 становника, следећег националног састава:
| Попис 1991.‍  | Попис 1991.‍  | Попис 1991.‍ | Попис 1991.‍ | Попис 1991.‍ |
| ------------ | ------------ | ----------- | ----------- | ----------- |
|              |              |             |             |             |
| Хрвати       | Хрвати       |             | 221         | 99,54%      |
| неопредељени | неопредељени |             | 1           | 0,45%       |
| укупно: 222  |              |             |             |             |